# Fenótipo Bombaim
O Fenótipo Bombaim, grupo sanguíneo hh, ou grupo sanguíneo de Bombaim (Bombay phenotype, em inglês) primeiramente descoberto na cidade de Bombaim, Índia. Uma em cada 250 mil pessoas possui o fenótipo que é extremamente raro, o falso O. Essa condição faz com que as hemácias do indivíduo sejam desprovidas dos antígenos ABH normais. Diferentemente da grande maioria das pessoas, indivíduos "Bombaim" não possuem o antígeno "H" comum aos grupos sanguíneos conhecidos(A, AB, B e O). 
O indivíduo com sangue falso O acaba tornando-se incompatível com todos os doadores que não sejam "Bombaim".

## Identificando o sangue Bombaim
Por não possuírem os carboidratos "A" e "B" na membrana das hemácias, alguns laboratórios podem identificar incorretamente o fenótipo "Bombaim" como sendo um indivíduo do grupo O. Entretanto, devido a um potente anticorpo anti-H produzido por estes indivíduos, testes de compatibilidade apresentam resultados fortemente positivos contra todos os doadores do grupo "O", daí a expressão "Falso O". Estes indivíduos podem ser identificados aleatoriamente durante testes de triagem de anticorpos irregulares, ao realizarem uma doação de sangue ou em situações mais dramáticas, quando necessitam de transfusão sanguínea.

## Portadores e Doadores
Existem duas recomendações básicas para um indivíduo portador do fenótipo Bombaim:
- Caso você seja doador e esteja saudável, mantenha seus dados demográficos atualizados junto aos serviços de hemoterapia;
- Caso necessite realizar algum tratamento especial, seja ele clínico ou cirúrgico onde uma transfusão sanguínea possa ser solicitada, avise o serviço da sua condição especial e peça para que os seus familiares também realizem uma doação. A possibilidade de encontrar o mesmo fenótipo da sua família é maior.

## História
Como já dito, foi Identificado pela primeira vez em 1952 na cidade de Bombaim na Índia, ganhou projeção mundial principalmente devido a dificuldade de obtenção de sangue compatível. A maior incidência do fenótipo acomete áreas rurais do Sul e Oeste indianos (1/4.500-1/13000), onde a frequência de casamentos consanguíneos também e maior.

## Outros nomes
- "Efeito Bombaim", por haver sido o fenômeno descoberto naquela cidade e também devido à alta incidência na região.[1]
- "Falso O", já que os alelos responsáveis pela produção dos antígenos "A" ou "B" não têm relação com os responsáveis pela produção da enzima H.[1]